# Битва при Понте-Нову
Битва при Понте-Нову произошла 8-9 мая 1769 года между королевскими французскими войсками под командованием графа де Во и корсиканцами под руководством заместителя главнокомандующего Паскаля Паоли Карло Саличетти. Корсиканцы потерпели полное поражение. Победа открыла французам путь через скалистые горы к корсиканской столице Корте. Победа французских войск фактически положила конец четырнадцатилетнему существованию Корсиканской Республики и в следующем году открыла путь к её аннексии Францией.

## Предыстория
После поражения в битве при Борго Людовик XV изменил свою тактику: сначала он несколько раз безуспешно пытался убить Паскаля Паоли и подкупить некоторых из его офицеров; затем он отправил экспедиционный корпус под командованием графа де Во в 22 или 24 тыс. человек с большим количеством артиллерийских орудий.
Стратегия французов заключалась в том, чтобы высадиться на берег в Бастии, следовать по маршруту, по которому сейчас идёт дорога N193 (построенная вдоль старой дороги) вверх по долине реки Голо и через перевалы к Корте, чтобы захватить стратегический центр, где была сосредоточена политическая власть Паоли.
Стратегия корсиканцев состояла в том, чтобы заблокировать проход в районе Понте-Нову, где дорога сильно сужалась в районе моста через реку. Для этого Паоли разместил большие отряды по обе стороны от моста. Гаффори находился на севере над дорогой, в Ленто, а Гримальди в Канавадже. Также на дороге перед мостом было размещено местное ополчение. Штаб-квартира Паоли находилась в Кастелло-ди-Ростино, выше моста.
Армия корсиканцев состояла из 15 тыс. человек, включая прусских и швейцарских наёмников, но с очень небольшим количеством артиллерии. В их состав входила рота корсиканских женщин под командованием некой Серпентини.
Граф де Во решил задействовать в этой операции 15 тыс. человек. С 1 по 4 мая он проводил подготовительные операции. Правым крылом французской армии командовал полковник маркиз д’Аркамбаль, а левым Шарль Луи де Марбёф.
5 мая военные действия начались с захвата Мурато и Сан-Николао, тем самым французы разбили корсиканскую оборону в Неббио. Тем временем Марбёф захватил Борго и пересёк реку Голо.
6 мая французские войска захватили приход Костера.
7 мая, после взятия Санто-Пьетро-ди-Тенда и Ленто, граф де Во установил там свою штаб-квартиру.

## Ход битвы
2 тыс. солдат корсиканских войск, включая прусских и швейцарских наёмников под командованием Антуана Джентили (будущего военного губернатора Корфу во время Директории), были размещены в Понте-Нову, чтобы заблокировать продвижение французских войск.
Разные историки описывают эту битву по-разному, но есть некоторые общие элементы. Мост фактически удерживался подразделением прусских и швейцарских наёмников, которые раньше работали на генуэзцев, но которых Паоли удалось нанять, когда генуэзцы перестали нуждаться в их услугах. Хотя они и служили Паоли, однако открыли огонь по корсиканским войскам, пытающимся отступить через мост под давлением французов. В результате перекрёстного огня корсиканцы понесли большой урон; река покраснела от крови, а остальная часть корсиканской армии отступила в беспорядке. Тела уносило вниз течением.
Обстоятельства, при которых корсиканцы пытались пересечь мост, и причины, по которым пруссаки открыли по ним огонь, не ясны. На этот счёт существуют разные версии, но смелость и верность корсиканских войск и их офицеров явно находится под вопросом, что наводит на мысль о разногласиях в их рядах в отношении французов. Политически Корсика была далеко не едина (как, впрочем, и сегодня). Паоли обеспечивал единство, сжигая фермы и казня родственников сопротивляющихся корсиканскому правительству; и напротив, французы вознаграждали корсиканцев за сотрудничество.
В самым лестным для них варианте корсиканцы начали атаку, разделив свои силы, и послали 2 тыс. человек через мост против значительно превосходящей их армии французов. Обнаружив неудачность своего решения, этот отряд попытался отступить обратно, но по неизвестной причине был встречен огнём пруссаков. Видимо, стрелки полагали, что тем самым они остановили самовольное бегство. Большинство из этих 2 тыс. солдат погибли под перекрёстным огнем. Видя их разгром, растерянные войска на другой стороне реки также бросились в бегство, преследуемые французами и распространяя слухи о предательстве.
Менее приятная для корсиканцев версия обвиняет Гримальди в предательстве, а Гаффори в трусости. Согласно ей, французы заплатили Гримальди за то, чтобы он не предпринимал никаких действий, а Гаффори боялся сделать это в одиночку. Видя, как французы наступают с примкнутыми штыками, ополченцы, находившиеся перед мостом, бросились спасаться бегством, попытались пересечь мост и были обстреляны пруссаками в целях самообороны.
Эти версии противоречат друг другу, но сам Наполеон говорил о корсиканцах перед мостом, укрывающихся за валом из убитых. Известно, что он вместе с Паоли посетил поле битвы в 1790 году. Можно только предположить, что Паоли разместил свои лучшие и самые верные войска на противоположном берегу и что, увидев неминуемый разгром, они начали отступать через мост, чтобы спасти ситуацию, перегрупироваться и продолжить битву. Этот вариант выставляет пруссаков в очень неприглядном свете, поскольку при нём совершенно невозможно, чтобы они открыли огонь по ошибке. Впрочем, свидетельств об их сговоре с французами не сохранилось.
Паоли, находящийся в своей штаб-квартире, вскоре сам стал свидетелем полного разгрома своей армии. Должно быть, именно в это время его кафтан, который он привёз в Англию, был изрешечён французскими мушкетными пулями. 20 мая французы захватили Корте. Они стремились пленить Паоли, но ему с 350 верными товарищами удалось бежать, отправившись 13 июня 1769 года на двух британских судах из Порто-Веккьо в Ливорно, куда они прибыли 16 июня. Оттуда они отправились в Лондон, в 20-летнее изгнание.
В военном отношении поразительно, что Паоли не находился на линии фронта и не стоял позади своих войск, как это делали и Наполеон, и Веллингтон во всех своих битвах. Его неопытные войска явно чувствовали, что воюют сами по себе. Подытоживая, можно с уверенностью сказать, что Корсика не была ещё достаточно объединена, чтобы Паоли мог организовать эффективную оборону; его старшие офицеры дезертировали, войска были плохо мотивированы, а сам он полагался на наёмников с сомнительной репутацией, чтобы попытаться победить французских солдат-ветеранов и профессиональных офицеров, которые превосходили его армию и в численности, и в количестве боевого опыта.

## Итог
После этого поражения Паоли пришлось отправиться в изгнание. Следует отметить, что в последующие месяцы около ста самых влиятельных корсиканских семей получили дворянские титулы от Людовика XV, включая многих из тех, кто участвовал в битве вместе с Паоли (самым известным примером является семья Бонапартов).
Несмотря на своё поражение при Понте-Нову, многие восхищались Паоли, и он по-прежнему известен, в частности, в Соединенных Штатах, как один из главных вдохновителей Декларации независимости США 1776 года и американской Конституции.

## Память
Вольтер в своей книге «История царствования Людовика XV» с восхищением писал о битве: «Основным оружием корсиканцев была их смелость. Эта смелость была настолько велика, что в одном из этих сражений у реки под названием Голо они сделали вал из своих мёртвых, чтобы успеть перезарядить оружие позади них, прежде чем были вынуждены отступить; их раненые были смешаны с мёртвыми, чтобы укрепить вал. Храбрость встречается повсюду, но таких примеров не наблюдается нигде, кроме как среди свободных людей».
Каждый год 8 мая проходят пышные празднования битвы при Понте-Нову, которое, как правило, сопровождается представлениями реконструкторов в исторических костюмах.
Генуэзский мост, ставший местом битвы, был практически полностью уничтожен во время Второй мировой войны немецкими войсками, отступавшими к Бастии в сентябре 1943 года, чтобы замедлить продвижение итальянских войск.